# Kedung Menjangan
Kedung Menjangan is een bestuurslaag in het regentschap Purbalingga van de provincie Midden-Java, Indonesië. Kedung Menjangan telt 2828 inwoners (volkstelling 2010).